# Something for the Radio Vol. 19
Something for the Radio Vol. 16 to kolejny album amerykańskiego rapera Big Mike’a i producenta Big Stressa z serii "Something for the Radio". Na okładce można między innymi zobaczyć Jaya-Z i Lil Wayne’a.

## Lista utworów
1. "Hollywood" (Jay-Z ft. Beyoncé)
2. "Make It Rain (Remix)" (Fat Joe, R. Kelly, Lil Wayne, T.I., Rick Ross, Baby)
3. "Go Getta" (Young Jeezy ft. R. Kelly)
4. "On the Hotline" (Pretty Ricky)
5. "30 Something" (Jay-Z)
6. "Can't Forget About You" (Nas ft. Chrissette Michelle)
7. "Wouldn't Get Far" (The Game ft. Kanye West)
8. "Imagine" (Snoop Dogg ft. Dr. Dre & D’Angelo)
9. "It's Me Bitches" (Swizz Beatz)
10. "This Is Why I'm Hot" (Mims)
11. "Throw Some D'z on It" (Rich Boy)
12. "Joc-Zoom" (Lil’ Boosie ft. Young Joc)
13. "1st Time" (Young Joc ft. Marques Houston & Trey Songz)
14. "Mr. Jones" (Mike Jone)
15. "The Way We Live" (Baby Boy)
16. "Icebox" (Omarion)
17. "Promis (Remix)" (Ciara ft. R. Kelly)
18. "Buddy" (Musiq Soulchild)
19. "Last Nite" (Diddy ft. Keisha Cole)
20. "Come Around" (Collie Budz)
21. "Doesn't Matter" (Akon)